# Simulium ledongense
Simulium ledongense es una especie de insecto del género Simulium, familia Simuliidae, orden Diptera.
Fue descrita científicamente por Yang & Chen, 2001.